# Шахник Євген Юрійович
Євге́н Ю́рійович Ша́хник (1971—2014) — капітан (посмертно) 93-ї окремої механізованої бригади Збройних сил України, учасник російсько-української війни.

## Короткий життєпис
Народився 1971 року в місті Дніпропетровськ. Здобув середню освіту в одній з дніпровських шкіл; пішов вчитися на програміста. Створив родину; виховували доньку. Любив подорожувати з родиною автомобілем.
Коли прийшла повістка — не відмовився і пішов до військкомату. Командир взводу, 93-окрема механізована бригада.
29 серпня 2014-го загинув при спробі виходу з оточення поблизу Іловайська.
Вдома залишилися дружина та дочка Ольга. Похований в Дніпропетровську — Сурсько-Литовське кладовище.

## Нагороди
За особисту мужність і героїзм, виявлені у захисті державного суверенітету та територіальної цілісності України, вірність військовій присязі під час російсько-української війни
- нагороджений орденом Богдана Хмельницького ІІІ ступеня (4.6.2015, посмертно)
- Його портрет розміщений на меморіалі «Стіна пам'яті полеглих за Україну» у Києві: секція 3, ряд 9, місце 35
- Вшановується 29 серпня на щоденному ранковому церемоніалі вшанування українських захисників, які загинули цього дня у різні роки внаслідок російської збройної агресії[1]